# شهرستان سرچهان
شهرستان سرچهان یکی از شهرستان‌های استان فارس ایران است. مرکز این شهرستان، شهر کره‌ای است.
این شهرستان در تاریخ ۱۰ مهر ۱۳۹۸ از شهرستان بوانات جدا شد و مستقل گردید.

## پیشینه
وجود سنگ نگاره‌های تاریخی عصر ایلامی، دوران توتمپرستی و پرستش نیروهای برتر طبیعی گرفته تا پیش از کیش زردتشت که به علت وجود منابع آبی فراوان از مراکز آیین مهرپرستی، پرستش آبهای روان تقدس الهه آب آناهیتا، وجود معبد آب پرستشگاه آب در روستای قلات که توسط پژوهشگران پژوهشکده فارس مورد تحقیق و بررسی قرار گرفته است -کشف یک گور دخمه باستانی و جسد یک دختر قربانی شده مومیایی در دامنه کوه‌های سربره بید ملای روستای گلپا -وجود استودانها یا خرف خانه‌های زرتشتیان کوچ نشین و وجود ده‌ها رشته قنات و قلعه‌های ویران شده در کنار رودخانه‌های دائمی -وجود نامهایی تاریخی همچون: توگردی: توجردی که گرد در فارسی باستان به معنای ده یا آبادی که دارای رونق اقتصادی بوده گفته می‌شده (لغت نامه دهخدا(- مروشاهگان :مروشکان: ,مرو+شاهگان به معنای سرزمین جلگه ای هموار که رودی در آن جریان دارد وزمینهای حاصلخیز دارد - اوجکان :جوکان:و یا، که کان به معنای چشمه و او یا جو بمعنای آب می‌باشد - برازگان: برازجان، روستایی در انتهای بخش سرچهان و در نزدیکی شهرستان خاتم می‌باشد -وجود آب کر به معنای جاری که نام شهر کره ای نیز از آن گرفته شده است و ده‌ها نام باستانی دیگر که همه و همه گویای تاریخ بس کهن این منطقه می‌باشد از دوران اسلامی از حضور اعراب کوچ نشین، کیش اسلام، و وجود آرامگاه حضرت ابوالقاسم از فرزندان امام کاظم و مکان‌های عربی دیگری همچون ابونصر به معنای پدر فتح پیروزی که گویا جنگی در این منطقه روی داده است. وهمچنین وجود صدها قبرستان از مسلمانان از اوایل دوره اسلامی تا کنون که قدیمی‌ترین قبر تاریخ دار کشف شده در روستای دفر به تاریخ ۱۳۷ یکصدو سی و هفت هجری خورشیدی می‌باشد و قدمگاه محمد حنفیه در روستا قلات در نزدیکی توجردی از اوایل دوره اسلامی در سرچهان بوده است گذری بر تاریخ سرچهان در دوره مغولها و صفویه(۱) گویا گذر لطفعلی خان زند آخرین پادشاه زندیه از بوانات به فسا همراه با معدودی از سپاهیان خود از این منطقه (سرچهان) صورت گرفته است و همچنین در دوره قاجار غارت منابع چوب بوانات از تنگ جوکان معروف به باب الجوز و به توپ بستن قلعه بهار نارنج جشنیها و کوچ آنان همراه با عده ای از مردم سرچهان به استان تهران به علت عدم پرداخت مالیات و در گیریهای قزاقان قاجار با طوایف و عشایر لبو محمدی و چهارراهی و جنگ پلیس جنوب با طوایف عربِ خمسه و فارسِ چهارراهی در زمان جنگ جهانی اول که هزار سوار همراه با یک ارابه توپ جنگی از قلعه نیریز به قصد سرکوبی عشایر وارد سرچهان شدند. آنها ابتدا نیروهای خانی خان عرب کدخدای لبو محمدی را در بورو خلع سلاح نموده و در چنارویه به اردوگاه امیر قلی خان سهامی را تار و مار کردند و پس از استراحت به حسامی و چهارراهی حمله نمودند و دست به تخریب قلعه‌ها دو سرکوب مردم بی گناه در تنگ شاه نظر و کوه وول نمودند و صدها راس گوسفند را نابود کردند. فرار عشایر غیور ایل چهارراهی به جزیره بختگان در شهرستان نیریز و همراه شدن امیر لشنی و بستن تنگه ارسنجان توسط قاسم خان نگهبان(چهارراهی) که عده ای از انگلیسی‌ها را به خاک خون کشیدند در اردیبهشت ۱۲۹۷ هجری خورشیدی انجام گرفت.
سرچهان در حدود ۷۰۰سال پیش در زمان اتابکان فارس حکومت ال مظفر از آن به عنوان سرچاه خونسار یاد شده، که در آن زمان جنگی بین شاه شجاع مظفری (همعصر حافظ شیرازی) و همچنین برادرش شاه محمود مظفری حاکم اصفهان در صحرای سرچاه خونسار در محل دشت رئیس و قلعه میاق (در زمان ایلخانان بنا گردیده) درگرفت که منجر به پیروزی شاه شجاع گردید.

## موقعیت جغرافیایی
این شهرستان در شمال شرقی استان فارس واقع گردیده که از سمت جنوب با شهرستانهای ارسنجان و بختگان، از سمت شمال با شهرستان بوانات و بخش مزایجان، از سمت مغرب با شهرستان پاسارگاد و خرمبید (مشهد مرغاب قادرآباد) از سمت مشرق با شهرستان‌های خاتم (هرات) و مروست در استان یزد مرز مشترک دارد.

## تقسیمات کشوری
شهرستان سرچهان دارای ۳ بخش، ۶ دهستان و ۴ شهر به شرح زیر است:

### شهرستان سرچهان
| بخش     | مرکز بخش | جمعیت بخش ۱۳۹۵ | نام دهستان | مرکز دهستان  | جمعیت دهستان ۱۳۹۵ | شهر         | جمعیت شهر ۱۳۹۵      |
| ------- | -------- | -------------- | ---------- | ------------ | ----------------- | ----------- | ------------------- |
| مرکزی   | حسامی    | ۹٬۳۵۴ نفر      | حسامی      | جمال‌آباد     | ۱٬۷۹۱ نفر         | کره‌ای حسامی | ۳٬۹۵۴ نفر ۳٬۱۳۱ نفر |
| مرکزی   | حسامی    | ۹٬۳۵۴ نفر      | سرچهان     | سیاهو        | ۴۷۸ نفر           | کره‌ای حسامی | ۳٬۹۵۴ نفر ۳٬۱۳۱ نفر |
| توجردی  | توجردی   | ۷٬۳۳۷ نفر      | مروشکان    | مروشکان      | ۳٬۸۸۱ نفر         | توجردی      | ۲٬۰۲۱ نفر           |
| توجردی  | توجردی   | ۷٬۳۳۷ نفر      | توجردی     | توجردی       | ۱٬۴۳۵ نفر         | توجردی      | ۲٬۰۲۱ نفر           |
| باغ صفا | باغ صفا  | ۶٬۴۳۸ نفر      | ارژنگ      | قنات ابراهیم | ۲٬۸۹۰ نفر         | باغ صفا     | ۹۰۸ نفر             |
| باغ صفا | باغ صفا  | ۶٬۴۳۸ نفر      | باغ صفا    | باغ صفا      | ۲٬۶۴۰ نفر         | باغ صفا     | ۹۰۸ نفر             |

## جمعیت
بر پایه سرشماری عمومی نفوس و مسکن در سال ۱۳۹۵، جمعیت شهرستان سرچهان برابر با ۲۳٬۱۲۹ نفر بوده است.

## آثار تاریخی

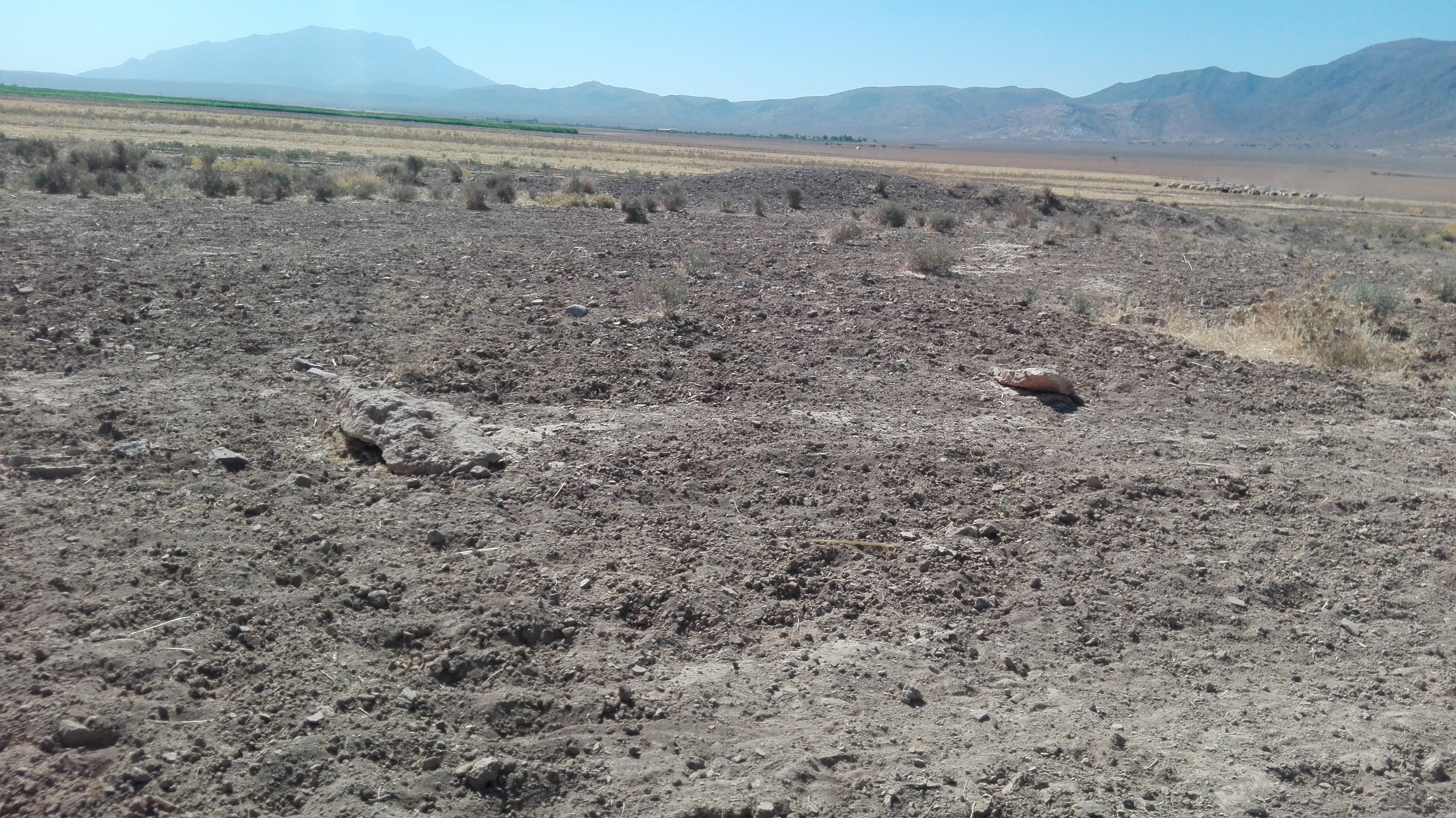
تل ریگی کره‌ای

- تل بزرگ میاق
- تپه جمال‌آباد سرچهان
- گورستان قنات ابراهیم
- تل سلمه
- گورستان شاهزاده ابوالقاسم
- تل اعظم قلات
- تپه یال
- تپه‌های آلتاخونی
- تل شبدری
- تل گورستان دشت رئیس
- گورستان صادق‌آباد
- تل ریگی کره‌ای
- تل گورستان نویه
- محوطه کره
- خرفخانه‌های چرکه گارزه
- تل مگسی
- تل آزاده
- تل گورستان قاسم‌آباد
- تل و گورستان محمودآباد[۳]